# ستيوارت جودا
ستيوارت جودا (بالإنجليزية: Stewart Judah)‏ هو ساحر استعراضي أمريكي، ولد في 16 فبراير 1893 في سينسيناتي في الولايات المتحدة، وتوفي في 11 يونيو 1966.